# تعقد طوبولوجي
في الرياضيات، يتمثل التعقد الطوبولوجي للفراغ الطوبولوجي X (أيضًا يشار إليه بـ TC(X)) في غير المتغير الطوبولوجي المرتبط ارتباطًا وثيقًا بمسألة تخطيط الحركة ، الذي تم إدخاله من قبل ميشال فاربر عام 2003.

## التعريف
بفرض أن X يمثل فراغًا طوبولوجيًا و{\displaystyle PX=\{\gamma :[0,1]\,\to \,X\}} فراغ كل المسارات المستمرة في X. حدد الإسقاط {\displaystyle \pi :PX\to \,X\times X}
بواسطة {\displaystyle \pi (\gamma )=(\gamma (0),\gamma (1))}. ويكون التعقد الطوبولوجي هو أقل عدد لـ k بحيث أن
- في حالة وجود غطاء مفتوح {\displaystyle \{U_{i}\}_{i=1}^{k}}
- لكل {\displaystyle i=1,\ldots ,k}، يوجد مقطع محلي {\displaystyle s_{i}:\,U_{i}\to \,PX.}

## أمثلة
- التعقد الطوبولوجي: TC(X)=1 فقط وإذا كان X قابلاً للانكماش.
- التعقد الطوبولوجي للكرة كرة ذات بعد نوني {\displaystyle S^{n}} يساوي 2 عندما تكون n عددًا فرديًا ويساوي 3 عندما تكون n عددًا زوجيًا. على سبيل المثال، في حالة الدائرة {\displaystyle S^{1}}، يمكن أن نحدد مسارًا بين نقطتين ليكون جيوديسي، إذا كان فريدًا. ويمكن توصيل أي زوج من النقاط المتقابلة بمسار عكس اتجاه عقارب الساعة.
- إذا {\displaystyle F(\mathbb {R} ^{m},n)} هو الفراغ الشكلي لـ n كنقاط متميزة في الفراغ الإقليدي m، إذن

{\displaystyle TC(F(\mathbb {R} ^{m},n))={\begin{cases}2n-1&amp;\mathrm {for\,\,{\it {m}}\,\,odd} \\2n-2&amp;\mathrm {for\,\,{\it {m}}\,\,even.} \end{cases}}}
- بالنسبة لزجاجة كلاين، فالتعقد الطوبولوجي غير معروف حتى (يوليو 2012).